# 天理医学技術学校
座標: 北緯34度36分24.2秒 東経135度50分10.8秒 / 北緯34.606722度 東経135.836333度
天理医学技術学校（てんりいがくぎじゅつがっこう）は、奈良県天理市にある私立の臨床検査技師及び臨床工学技士の養成校。財団法人天理よろづ相談所（憩の家）を母体とし、天理教教義に基づく信条教育を通して宗教的情操を持つ優れた医療従事者を育成することを目的とする。2012年度に天理医療大学の設置により、天理医学技術学校の生徒募集は停止された（但し、専攻科は2013年度までの募集）。天理医療大学の設立に伴い経営母体は学校法人天理よろづ相談所学園となっている。

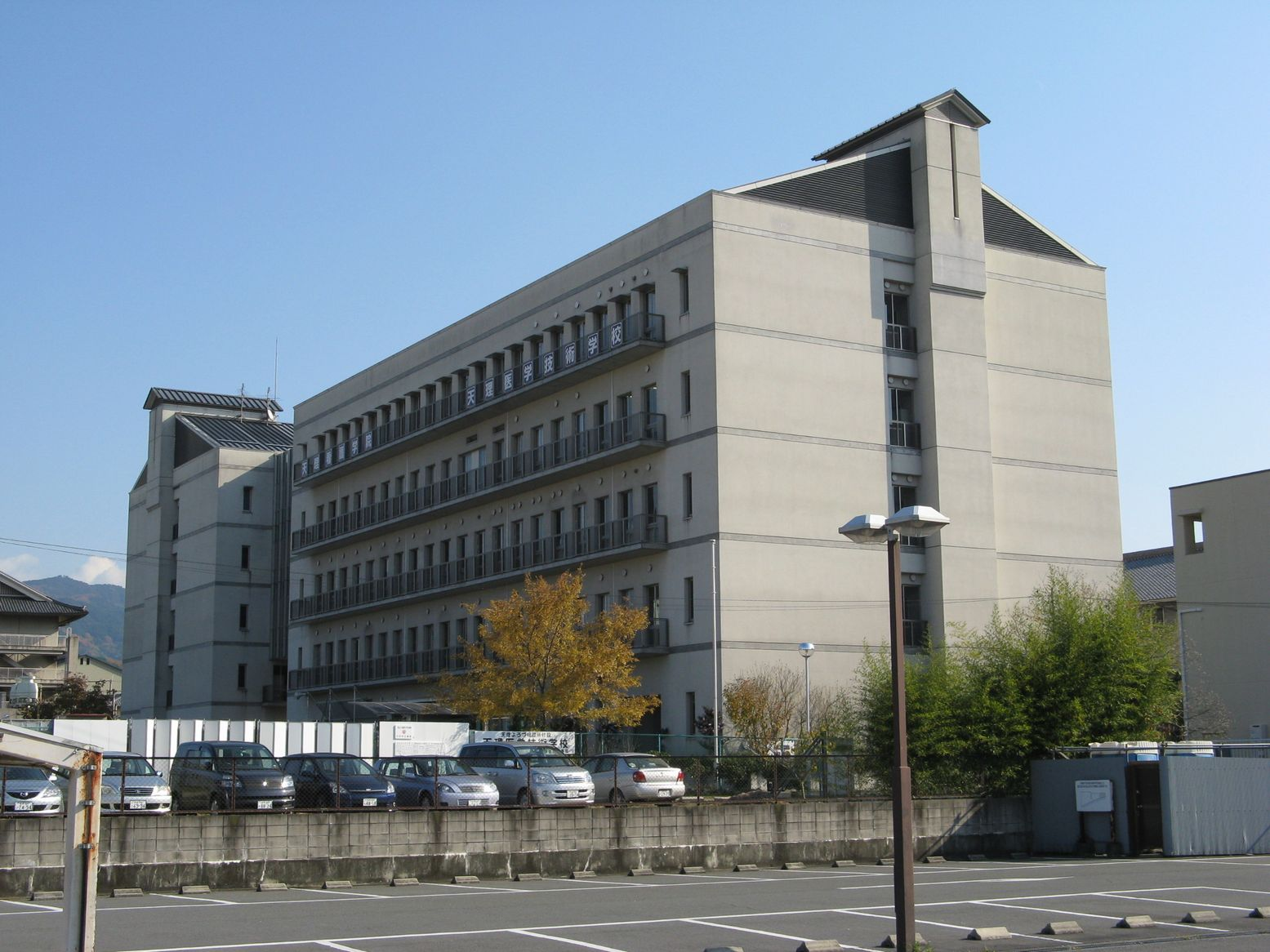
校舎

## 沿革
- 1966年（昭和41年） - 「財団法人天理よろづ相談所」開設。
- 1967年（昭和42年） - 「天理衛生検査技師学校」開校。
- 1974年（昭和49年） - 「天理医学技術学校」開校。
- 1979年（昭和54年） - 専修学校〈医療専門課程〉認可。
- 1994年（平成6年） - 「専門士」称号認定。
- 2001年（平成13年） - 臨床工学専攻科（昼間1年制）新設。
- 2012年（平成24年） -　臨床検査学科、生徒募集を停止。

## 学科
- 臨床検査学科（3年制）
- 臨床工学専攻科（1年制）

## 取得資格
- 臨床検査技師国家試験受験資格
  - 臨床検査学科
- 臨床工学技士国家試験受験資格
  - 臨床工学専攻科

## 特徴

### 宗教
日本で唯一の宗教を背景とした臨床検査技師・臨床工学技士の学校である。1年から3年まで天理教の講義があり、また、天理教の大祭参列やこどもおぢばがえり「ひのきしん」が義務付けられている。但し、専攻科はこどもおぢばがえり期間中も講義・実習があるためひのきしんは無い。

### 臨地実習
実習病院は天理よろづ相談所である。1年生は入学直後の5月から7月に病院見学実習があり、そこで臨床の現場のイメージを持つことが出来る。本格的な臨地実習は2年次の後期に行われ、半年間実習を行うこととなる。3年次の前期には研究実習があり、約4ヶ月間実習を行い、最後に学会形式の発表及び論文を書くこととなる。

## 学生自治会活動
学生は学生自治会を組織し、文化祭や球技大会、キャンプなどを行っている。

### 文化祭（臨検祭）
秋に行われる学生自治会主催の文化祭である。2004年度に一度消滅したが、2005年度に学生の要望により復活した。臨検祭では、検査学科の学生は化学や生体機能などの部門に分かれて臨床検査について、臨床工学専攻科の学生は全員で臨床工学について約半年間かけて勉強・実験を行い、その成果を一般の人や、天理よろづ相談所の職員に展示やスライド及び実演にて発表する。